# Filomeno Mata (kommun)
Filomeno Mata är en kommun i Mexiko.   Den ligger i delstaten Veracruz, i den sydöstra delen av landet, 170 km nordost om huvudstaden Mexico City.
Följande samhällen finns i Filomeno Mata:
- Filomeno Mata
- Cerro Grande
- Francisco Villa
- El Crucero
- María de la Letra
- Los Vázquez